# CEI 63110
La norme CEI 63110 est une norme internationale définissant un protocole de gestion des infrastructures de recharge et de décharge des véhicules électriques. La CEI 63110 fait partie du groupe de normes de la Commission électrotechnique internationale pour les véhicules routiers électriques et les camions électriques. Elle relève de la responsabilité du groupe de travail conjoint 11 (JWG11) du comité technique 69 (TC69) de la CEI.

## Documents standards
La CEI 63110 comprend les sous-parties suivantes, détaillées dans des documents standards CEI 63110 distincts :
- CEI 63110-1 : Définitions de base, cas d'utilisation et architectures[3],
- CEI 63110-2 : Spécifications et exigences du protocole technique[4],
- CEI 63110-3 : Exigences pour les tests de conformité[5].